# Bilel Ifa
Bilel Ifa (Ariana, Túnez, 9 de marzo de 1990) es un futbolista tunecino. Juega de defensa y su equipo es el Olympic Azzawiya SC de la Liga Premier de Libia.

## Selección nacional
Es internacional absoluto por la selección de Túnez desde 2008. Debutó el 19 de noviembre ante Ghana en un encuentro amistoso.

### Participaciones en Copas Africanas
| Copa                           | Sede                    | Resultado        |
| ------------------------------ | ----------------------- | ---------------- |
| Copa Africana de Naciones 2010 | Angola                  | Fase de grupos   |
| Copa Africana de Naciones 2012 | Gabón Guinea Ecuatorial | Cuartos de final |
| Copa Africana de Naciones 2013 | Sudáfrica               | Fase de grupos   |
| Copa Africana de Naciones 2021 | Camerún                 | Cuartos de final |

## Clubes
| Club                | País      | Año           |
| ------------------- | --------- | ------------- |
| Club Africain       | Túnez     | 2007-2022     |
| Abha Club           | Sudáfrica | 2022          |
| Kuwait SC           | Kuwait    | 2022-2023     |
| Al-Shabab           | Kuwait    | 2024          |
| Erbil SC            | Irak      | 2024          |
| Olympic Azzawiya SC | Libia     | 2025-presente |

## Palmarés

### Títulos nacionales
| Título                               | Club          | País  | Año     |
| ------------------------------------ | ------------- | ----- | ------- |
| Championnat de Ligue Profesionelle 1 | Club Africain | Túnez | 2007-08 |
| Championnat de Ligue Profesionelle 1 | Club Africain | Túnez | 2014-15 |
| Copa de Túnez                        | Club Africain | Túnez | 2016-17 |
| Copa de Túnez                        | Club Africain | Túnez | 2017-18 |